# 勞特爾 (路易斯安那州)
勞特爾（英語：Lawtell）是位於美國路易斯安那州圣兰德里堂区的一個普查規定居民點。

## 人口
根據2020年美國人口普查的數據，勞特爾的面積為10.74平方千米，當中陸地面積為10.74平方千米，而水域面積為0.00平方千米。當地共有人口1066人，而人口密度為每平方千米99.26人。